# Astyanax trierythropterus
Astyanax trierythropterus е вид лъчеперка от семейство Харациди (Characidae). Видът е уязвим и сериозно застрашен от изчезване.

## Разпространение
Разпространен е в Бразилия (Гояс, Мато Гросо, Минас Жерайс, Парана и Сао Пауло).